# Бодюл, Иван Иванович
Ива́н Ива́нович Бо́дюл (рум. Ivan Bodiul; 21 декабря 1917 [3 января 1918], Херсонская губерния — 27 января 2013, Москва) — молдавский советский государственный деятель, в 1961—1980 годах — первый секретарь ЦК Коммунистической партии Молдавской ССР.

## Биография
Родился 21 декабря 1917 (3 января 1918) года в селе Александровка Елизаветградского уезда Херсонской губернии (ныне Вознесенского района Николаевской области Украины) в крестьянской семье. Окончив в 1937 году Вознесенский агротехникум (Николаевская область), работал старшим агрономом колхоза.
В 1938—1942 — слушатель Военно-ветеринарной академии РККА (Москва), где в 1940 году вступил в ВКП(б). После окончания академии воевал в регулярной армии: начальник ветеринарной службы 127-го гвардейского артиллерийского полка 59-й гвардейской стрелковой дивизии (1942—1944), начальник ветеринарной службы 59-й гвардейской стрелковой дивизии 10-го гвардейского стрелкового корпуса (1944—1945), начальник ветеринарной службы 10-го гвардейского стрелкового корпуса 40-й армии (1945—1946).
После демобилизации, как этнический молдаванин, был направлен на партийную и хозяйственную работу в Молдавскую ССР:
- 1946—1948 — старший помощник начальника сельскохозяйственной группы Совета Министров Молдавской ССР.
- 1948—1951 — контролёр Совета по делам колхозов при Правительстве СССР по Молдавской ССР.
- 1951—1952 — 1-й секретарь Кишинёвского райкома КП(б) Молдавии.
- 1952—1954 — директор Молдавского республиканского Дома агронома.
- 1954—1956 — 1-й секретарь Волонтировского райкома КП Молдавской ССР.
- 1956 — 1-й секретарь Оланештского райкома КП Молдавской ССР.

В 1956 году был переведён в Москву:
- 1956—1958 — слушатель Высшей партийной школы при ЦК КПСС.
- 1958—1959 — инструктор Отдела организационно-партийной работы ЦК КПСС.

В 1959 году вернулся в Молдавию: в 1959—1961 годах — 2-й секретарь, с мая 1961 года по декабрь 1980 года — 1-й секретарь ЦК КП Молдавской ССР. В 1980—1985 годах — заместитель председателя Совета Министров СССР.
В 1961—1986 годах — член ЦК КПСС. Депутат Совета Союза Верховного Совета СССР 6—11 созывов (1962—1989) от Молдавской ССР.
В мае 1985 года вышел на пенсию, жил в Москве и на даче в Подмосковье. Умер 27 января 2013 года.

### Образование
Окончил:
- Военно-ветеринарную академию РККА (1942),
- Высшую партийную школу при ЦК КПСС (1958).

Доктор философских наук.

## Оценки деятельности
Быстрый карьерный рост и «непотопляемость» Бодюла связывают с его близким знакомством с Л. И. Брежневым, который в 1950—1952 годах был 1-м секретарём ЦК КП(б) Молдавии. Слухи (сам Бодюл их отрицал) утверждают, что Бодюл помог Брежневу, женившись на женщине, забеременевшей от Брежнева.
К заслугам Бодюла причисляют развитие молдавской промышленности, главным образом таких совершенно новых для аграрной Молдавии отраслей, как машиностроение, приборостроение, электроника. В годы его работы во главе республики в Молдавии появились крупнейшие в Европе фруктовые сады, механизированные животноводческие комплексы, консервные заводы во всех районах.
Во времена руководства Молдавией Бодюл «прогремел» на всю страну созданием гигантских агропромышленных комплексов и межколхозных садов; под нажимом ЦК КПСС другие республики стали внедрять «молдавский опыт». О приписках в ходе этой кампании написала журналист Капитолина Кожевникова; статья была напечатана в «Литературной газете» и получила широкий резонанс.
По мнению директора кишинёвской газеты «Тимпул» Константина Тэнасе, Бодюл был «диктатором регионального масштаба»: при нём процветали волюнтаризм и крупномасштабные приписки, а под видом борьбы с национализмом проводились русификация и борьба с национальным самосознанием; вследствие приглашения специалистов из других республик СССР (в первую очередь — из РСФСР) изменилась этническая структура населения.
Писателя Иона Друцэ, который вынужден был переехать в Москву, Бодюл в случае возвращения на родину грозился повесить на первом фонарном столбе. Вспоминая то время, Друцэ отметил, что подъём культуры в Молдавии действительно был, но происходил он не благодаря, а вопреки Бодюлу. Другие авторы, бывшие члены КПСС, критиковали жёстко деятельность Ивана Бодюла в области культуры
По воспоминаниям одного из авторов проекта здания ЦК Компартии Молдавии Г. Борисенко, Бодюл лично вмешивался в процесс строительства: по его прихоти сантехника и кожа для обивки кресел в зале заседаний использовалась только голубого цвета — любимого цвета Брежнева; по его распоряжению уже начавшееся строительство было перенесено на 33 метра вглубь квартала, для чего пришлось заново установить фундамент.
Неоднозначно было воспринято награждение Бодюла в 2003 году высшим орденом Молдавии — «Орденом Республики». Президент Владимир Воронин, вручая награду, «придал особое значение развитию республики в период 1960—1980 годов». Восемь молдавских писателей (Николае Дабижа, Думитру Матковски, Михай Чимпой и другие), ранее удостоенных этого ордена, объявили об отказе от награды, протестуя против «реабилитации и официального признания прежнего советского тоталитарного оккупационного режима», а Союз писателей Молдавии принял резолюцию с резкой критикой деятельности Бодюла по всем направлениям — от серьёзного ущерба экологии республики до принижения статуса румынского языка.

## Семья
Дочери:
- Наталья Бодюл[укр.] (р. 14 июля 1949) — режиссёр мультипликационных фильмов[15];
- Светлана Бодюл — солистка-органистка[16].

## Награды
- 4 ордена Ленина (в том числе 2 января 1968, 2 января 1978)
- Орден Отечественной войны 1-й степени (11 марта 1985)
- 2 ордена Красной Звезды (26 июня 1943; 14 сентября 1945)[17]
- Орден «Знак Почёта»
- Орден Республики (2003) — «за продолжительный и плодотворный труд в высших органах государственной власти, за значительный вклад в развитие Республики Молдова и в связи с 85-летием».[6]